# Het Witte Lam (waterschap)
Het Witte Lam is een voormalig waterschap in de provincie Groningen.
De polder lag ten noorden van Noorderhoogebrug, in de hoek tussen de Wolddijk en het Boterdiep (die in 1910 nog door het dorp liep). De noordgrens liep net ten noorden van de molen 't Witte Lam, die de polder bemaalde.
Waterstaatkundig gezien ligt het gebied sinds 1995 binnen dat van het waterschap Noorderzijlvest.